# Mostri contro alieni - La notte delle carote viventi
Mostri contro alieni - La notte delle carote viventi  (Monsters vs. Aliens: Night of the Living Carrots) è un cortometraggio d'animazione del 2011 diretto da Robert Porter.
Ispirato al film Mostri contro alieni, si tratta di un sequel diretto di Mostri contro alieni - Zucche mutanti venute dallo spazio. La prima parte del cortometraggio è stata resa disponibile il 3 ottobre 2011 e la seconda parte cinque giorni dopo per un periodo di tempo limitato, esclusivamente per il servizio video del Nintendo 3DS. In questo cortometraggio sono assenti i personaggi di Susan e Insettosauro.

## Trama
In seguito a quanto visto accadere alla fine del precedente cortometraggio, Zucche mutanti venute dallo spazio, le carote mutanti si sono riprodotte in centinaia di carote zombi, le quali una volta morso qualcuno riescono a prenderne il pieno controllo attraverso la mente della vittima. Il Dottor Professor Scarafaggio scopre che l'unico modo per sconfiggere le carote e liberare le vittime dal loro assoggettamento mentale è fare in modo che B.O.B. mangi tutte le carote (dato che quest'ultimo non ha un cervello è immune al rischio di essere controllato), cosa che infine B.O.B., seppur riluttante, accetterà di fare. Alla fine del film tuttavia si trasforma in una carota zombie gigante.